# Ludwig (Hessen-Philippsthal)

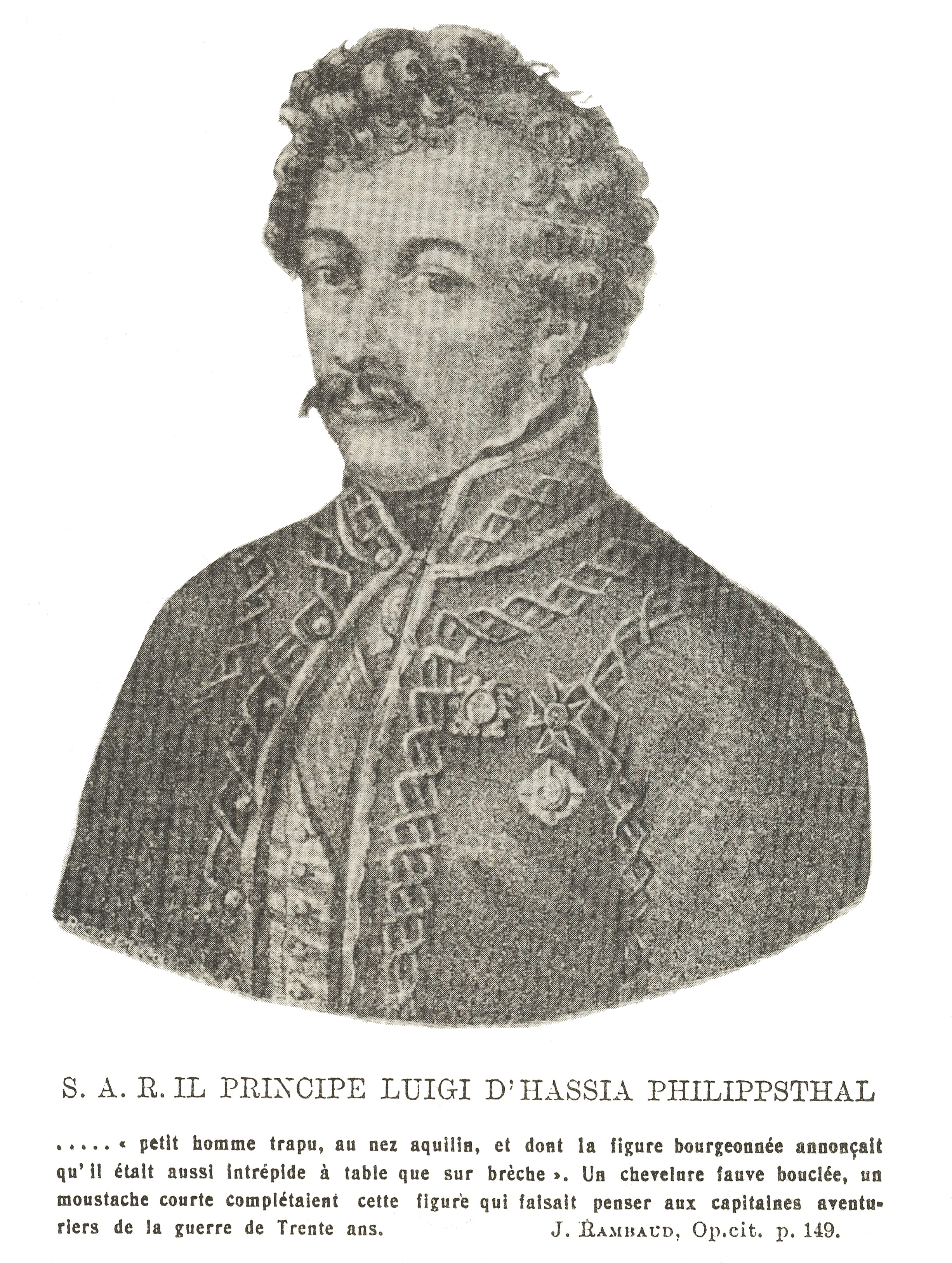
Landgraf Ludwig von Hessen-Philippsthal

Ludwig von Hessen-Philippsthal (* 8. Oktober 1766 in Philippsthal; † 16. Februar 1816 in Neapel) aus dem Haus Hessen war paragierter Landgraf von Hessen-Philippsthal.

## Leben
Ludwig war ein Sohn des Landgrafen Wilhelm von Hessen-Philippsthal (1726–1810) aus dessen Ehe mit Ulrike Eleonore (1732–1795), Tochter des Landgrafen Wilhelm von Hessen-Philippsthal-Barchfeld.
Zunächst im holländischen Dienst, begab er sich 1791 in den Dienst des Königreichs Neapel. Dort wurde er Generalleutnant, Oberhofmarschall, Gouverneur von Caserta und Inspekteur aller Grenzfestungen.
1806 wurde er von Königin Maria Karolina mit der Verteidigung von Gaeta betraut (vgl. auch General Felix von Schumacher). Während der französischen Belagerung Gaetas durch André Masséna leistete er erbitterten Widerstand. Die Übergabe der Festung hatte er mit den Worten „Gaeta ist nicht Ulm und Philippsthal nicht Mack“ verweigert. Schwer verwundet, wurde er auf einer englischen Fregatte nach Sizilien gebracht und sein Nachfolger übergab die Festung schließlich.
Nach seiner Genesung wurde er zum Generalkapitän ernannt. Im Jahr 1810 folgte er seinem Vater als paragierter Landgraf von Hessen-Philippsthal. Er begleitete Königin Maria Karolina 1814 auf ihrem Weg zum Wiener Kongress. In Philippsthal verglich er sich im Anschluss mit seinem Bruder und (ab 1813) Nachfolger als Landgraf von Hessen-Philippsthal, Ernst Konstantin.
Ludwig starb in Neapel und wurde in der Festung Gaeta bestattet.

## Ehe und Nachkommen
Ludwig heiratete am 21. Januar 1791 in Süsteren Gräfin Marie Franziska Berghe von Trips (* 8. August 1771; † 1805), Tochter des Oberjägermeisters Graf Franz Alphons Berghe von Trips. Die Eheschließung erfolgte ohne Wissen der Eltern. Die Ehe wurde von Ludwigs Eltern nicht anerkannt, zudem musste er den holländischen Dienst verlassen, da den Offizieren die Ehe mit Katholikinnen verboten war. Marie Franziska konnte auf Grund ihrer verwandtschaftlichen Beziehungen ihrem Mann Dienste in Neapel vermitteln. Marie Franziska fungierte später als Oberhofmeisterin der Königin Maria Karolina.
Aus seiner Ehe hatte Ludwig folgende Kinder:
- Karoline (* 13. Januar 1793; † 1872) ⚭ 13. Dezember 1810 (gesch. 1814) Comte Ferdinand de la Ville sur Illon (* 4. Mai 1777; † 1. März 1865) (Tochter: Friederike Napoleone (* 12. Oktober 1810))
- Wilhelm (* 9. August 1798; † 1799)